# 16. etape af Vuelta a España 2021
16. etape af Vuelta a España 2021 er en 170,8 km lang flad etape, som køres den 31. august 2021 med start i Laredo og mål i Santa Cruz de Bezana.

## Resultater

### Etaperesultat
| \| Etaperesultat \| Etaperesultat \| Etaperesultat \| Etaperesultat \| Etaperesultat \| \| Rytter \| Rytter \| Hold \| Tid \| \| \| ------------- \| ------------------ \| ---------------------------------- \| ------------- \| ------------- \| \| 1. \| Fabio Jakobsen \| Deceuninck-Quick Step \| 4t 08' 57" \| \| \| 2. \| Jordi Meeus \| Bora-Hansgrohe \| + 0" \| \| \| 3. \| Matteo Trentin \| UAE Team Emirates \| + 0" \| \| \| 4. \| Michael Matthews \| BikeExchange \| + 0" \| \| \| 5. \| Alberto Dainese \| Team DSM \| + 0" \| \| \| 6. \| Jon Aberasturi \| Caja Rural-Seguros RGA \| + 0" \| \| \| 7. \| Rui Oliveira \| UAE Team Emirates \| + 0" \| \| \| 8. \| Riccardo Minali \| Intermarché-Wanty-Gobert Matériaux \| + 0" \| \| \| 9. \| Antonio Jesús Soto \| Euskaltel-Euskadi \| + 0" \| \| \| 10. \| Clément Venturini \| AG2R Citroën Team \| + 0" \| \| |                    |                                    |            |
| |                    |                                    |            |
| Kilde: ProCyclingStats |                    |                                    |            |
| Etaperesultat |                    |                                    |            |
| Rytter | Rytter             | Hold                               | Tid        |
| 1. | Fabio Jakobsen     | Deceuninck-Quick Step              | 4t 08' 57" |
| 2. | Jordi Meeus        | Bora-Hansgrohe                     | + 0"       |
| 3. | Matteo Trentin     | UAE Team Emirates                  | + 0"       |
| 4. | Michael Matthews   | BikeExchange                       | + 0"       |
| 5. | Alberto Dainese    | Team DSM                           | + 0"       |
| 6. | Jon Aberasturi     | Caja Rural-Seguros RGA             | + 0"       |
| 7. | Rui Oliveira       | UAE Team Emirates                  | + 0"       |
| 8. | Riccardo Minali    | Intermarché-Wanty-Gobert Matériaux | + 0"       |
| 9. | Antonio Jesús Soto | Euskaltel-Euskadi                  | + 0"       |
| 10. | Clément Venturini  | AG2R Citroën Team                  | + 0"       |

### Klassement efter etapen
| \| Samlede stilling \| Samlede stilling \| Samlede stilling \| Samlede stilling \| Samlede stilling \| \| Rytter \| Rytter \| Hold \| Tid \| \| \| ---------------- \| -------------------- \| ---------------------------------- \| ---------------- \| ---------------- \| \| 1. \| Odd Christian Eiking \| Intermarché-Wanty-Gobert Matériaux \| 64t 06' 47" \| \| \| 2. \| Guillaume Martin \| Cofidis \| + 54" \| \| \| 3. \| Primož Roglič \| Jumbo-Visma \| + 1' 36" \| \| \| 4. \| Enric Mas \| Movistar Team \| + 2' 11" \| \| \| 5. \| Miguel Ángel López \| Movistar Team \| + 3' 04" \| \| \| 6. \| Jack Haig \| Bahrain Victorious \| + 3' 35" \| \| \| 7. \| Egan Bernal \| Ineos Grenadiers \| + 4' 21" \| \| \| 8. \| Adam Yates \| Ineos Grenadiers \| + 4' 34" \| \| \| 9. \| Sepp Kuss \| Jumbo-Visma \| + 4' 59" \| \| \| 10. \| Felix Großschartner \| Bora-Hansgrohe \| + 5' 31" \| \| |                      |                                    |             |
| |                      |                                    |             |
| Kilde: ProCyclingStats |                      |                                    |             |
| Samlede stilling |                      |                                    |             |
| Rytter | Rytter               | Hold                               | Tid         |
| 1. | Odd Christian Eiking | Intermarché-Wanty-Gobert Matériaux | 64t 06' 47" |
| 2. | Guillaume Martin     | Cofidis                            | + 54"       |
| 3. | Primož Roglič        | Jumbo-Visma                        | + 1' 36"    |
| 4. | Enric Mas            | Movistar Team                      | + 2' 11"    |
| 5. | Miguel Ángel López   | Movistar Team                      | + 3' 04"    |
| 6. | Jack Haig            | Bahrain Victorious                 | + 3' 35"    |
| 7. | Egan Bernal          | Ineos Grenadiers                   | + 4' 21"    |
| 8. | Adam Yates           | Ineos Grenadiers                   | + 4' 34"    |
| 9. | Sepp Kuss            | Jumbo-Visma                        | + 4' 59"    |
| 10. | Felix Großschartner  | Bora-Hansgrohe                     | + 5' 31"    |

| Pointkonkurrence | Pointkonkurrence | Pointkonkurrence      | Pointkonkurrence | Pointkonkurrence |
| Rytter           | Rytter           | Hold                  | Point            |                  |
| ---------------- | ---------------- | --------------------- | ---------------- | ---------------- |
| 1.               | Fabio Jakobsen   | Deceuninck-Quick Step | 250 point        |                  |
| 2.               | Matteo Trentin   | UAE Team Emirates     | 123 point        |                  |
| 3.               | Magnus Cort      | EF Education-Nippo    | 114 point        |                  |
| 4.               | Michael Matthews | BikeExchange          | 110 point        |                  |
| 5.               | Alberto Dainese  | Team DSM              | 109 point        |                  |
| 6.               | Primož Roglič    | Jumbo-Visma           | 108 point        |                  |
| 7.               | Arnaud Démare    | Groupama-FDJ          | 88 point         |                  |
| 8.               | Enric Mas        | Movistar Team         | 75 point         |                  |
| 9.               | Jordi Meeus      | Bora-Hansgrohe        | 72 point         |                  |
| 10.              | Romain Bardet    | Team DSM              | 70 point         |                  |

| Pointkonkurrence | Pointkonkurrence | Pointkonkurrence      | Pointkonkurrence | Pointkonkurrence |
| Rytter           | Rytter           | Hold                  | Point            |                  |
| ---------------- | ---------------- | --------------------- | ---------------- | ---------------- |
| 1.               | Fabio Jakobsen   | Deceuninck-Quick Step | 250 point        |                  |
| 2.               | Matteo Trentin   | UAE Team Emirates     | 123 point        |                  |
| 3.               | Magnus Cort      | EF Education-Nippo    | 114 point        |                  |
| 4.               | Michael Matthews | BikeExchange          | 110 point        |                  |
| 5.               | Alberto Dainese  | Team DSM              | 109 point        |                  |
| 6.               | Primož Roglič    | Jumbo-Visma           | 108 point        |                  |
| 7.               | Arnaud Démare    | Groupama-FDJ          | 88 point         |                  |
| 8.               | Enric Mas        | Movistar Team         | 75 point         |                  |
| 9.               | Jordi Meeus      | Bora-Hansgrohe        | 72 point         |                  |
| 10.              | Romain Bardet    | Team DSM              | 70 point         |                  |

| Bjergkonkurrence | Bjergkonkurrence | Bjergkonkurrence                   | Bjergkonkurrence | Bjergkonkurrence |
| Rytter           | Rytter           | Hold                               | Point            |                  |
| ---------------- | ---------------- | ---------------------------------- | ---------------- | ---------------- |
| 1.               | Romain Bardet    | Team DSM                           | 50 point         |                  |
| 2.               | Damiano Caruso   | Bahrain Victorious                 | 31 point         |                  |
| 3.               | Rafał Majka      | UAE Team Emirates                  | 29 point         |                  |
| 4.               | Michael Storer   | Team DSM                           | 24 point         |                  |
| 5.               | Pavel Sivakov    | Ineos Grenadiers                   | 16 point         |                  |
| 6.               | Jack Haig        | Bahrain Victorious                 | 15 point         |                  |
| 7.               | Primož Roglič    | Jumbo-Visma                        | 12 point         |                  |
| 8.               | Kenny Elissonde  | Trek-Segafredo                     | 11 point         |                  |
| 9.               | Rein Taaramäe    | Intermarché-Wanty-Gobert Matériaux | 10 point         |                  |
| 10.              | Sepp Kuss        | Jumbo-Visma                        | 9 point          |                  |

| Bjergkonkurrence | Bjergkonkurrence | Bjergkonkurrence                   | Bjergkonkurrence | Bjergkonkurrence |
| Rytter           | Rytter           | Hold                               | Point            |                  |
| ---------------- | ---------------- | ---------------------------------- | ---------------- | ---------------- |
| 1.               | Romain Bardet    | Team DSM                           | 50 point         |                  |
| 2.               | Damiano Caruso   | Bahrain Victorious                 | 31 point         |                  |
| 3.               | Rafał Majka      | UAE Team Emirates                  | 29 point         |                  |
| 4.               | Michael Storer   | Team DSM                           | 24 point         |                  |
| 5.               | Pavel Sivakov    | Ineos Grenadiers                   | 16 point         |                  |
| 6.               | Jack Haig        | Bahrain Victorious                 | 15 point         |                  |
| 7.               | Primož Roglič    | Jumbo-Visma                        | 12 point         |                  |
| 8.               | Kenny Elissonde  | Trek-Segafredo                     | 11 point         |                  |
| 9.               | Rein Taaramäe    | Intermarché-Wanty-Gobert Matériaux | 10 point         |                  |
| 10.              | Sepp Kuss        | Jumbo-Visma                        | 9 point          |                  |

| Ungdomskonkurrence | Ungdomskonkurrence       | Ungdomskonkurrence     | Ungdomskonkurrence | Ungdomskonkurrence |
| Rytter             | Rytter                   | Hold                   | Tid                |                    |
| ------------------ | ------------------------ | ---------------------- | ------------------ | ------------------ |
| 1.                 | Egan Bernal              | Ineos Grenadiers       | 64t 11' 08"        |                    |
| 2.                 | Aleksandr Vlasov         | Astana-Premier Tech    | + 1' 43"           |                    |
| 3.                 | Gino Mäder               | Bahrain Victorious     | + 2' 26"           |                    |
| 4.                 | Juan Pedro López         | Trek-Segafredo         | + 6' 47"           |                    |
| 5.                 | Rémy Rochas              | Cofidis                | + 22' 14"          |                    |
| 6.                 | Clément Champoussin      | AG2R Citroën Team      | + 32' 43"          |                    |
| 7.                 | Steff Cras               | Lotto-Soudal           | + 37' 21"          |                    |
| 8.                 | Jefferson Alveiro Cepeda | Caja Rural-Seguros RGA | + 45' 05"          |                    |
| 9.                 | Gotzon Martín            | Euskaltel-Euskadi      | + 1t 00' 24"       |                    |
| 10.                | Pavel Sivakov            | Ineos Grenadiers       | + 1t 08' 18"       |                    |

| Ungdomskonkurrence | Ungdomskonkurrence       | Ungdomskonkurrence     | Ungdomskonkurrence | Ungdomskonkurrence |
| Rytter             | Rytter                   | Hold                   | Tid                |                    |
| ------------------ | ------------------------ | ---------------------- | ------------------ | ------------------ |
| 1.                 | Egan Bernal              | Ineos Grenadiers       | 64t 11' 08"        |                    |
| 2.                 | Aleksandr Vlasov         | Astana-Premier Tech    | + 1' 43"           |                    |
| 3.                 | Gino Mäder               | Bahrain Victorious     | + 2' 26"           |                    |
| 4.                 | Juan Pedro López         | Trek-Segafredo         | + 6' 47"           |                    |
| 5.                 | Rémy Rochas              | Cofidis                | + 22' 14"          |                    |
| 6.                 | Clément Champoussin      | AG2R Citroën Team      | + 32' 43"          |                    |
| 7.                 | Steff Cras               | Lotto-Soudal           | + 37' 21"          |                    |
| 8.                 | Jefferson Alveiro Cepeda | Caja Rural-Seguros RGA | + 45' 05"          |                    |
| 9.                 | Gotzon Martín            | Euskaltel-Euskadi      | + 1t 00' 24"       |                    |
| 10.                | Pavel Sivakov            | Ineos Grenadiers       | + 1t 08' 18"       |                    |

| Holdkonkurrence | Holdkonkurrence                    | Holdkonkurrence | Holdkonkurrence |
| Hold            | Hold                               | Tid             |                 |
| --------------- | ---------------------------------- | --------------- | --------------- |
| 1.              | Ineos Grenadiers                   | 192t 19' 54"    |                 |
| 2.              | UAE Team Emirates                  | + 3' 40"        |                 |
| 3.              | Bahrain Victorious                 | + 6' 48"        |                 |
| 4.              | Movistar Team                      | + 15' 41"       |                 |
| 5.              | Jumbo-Visma                        | + 17' 41"       |                 |
| 6.              | Trek-Segafredo                     | + 38' 58"       |                 |
| 7.              | Intermarché-Wanty-Gobert Matériaux | + 41' 09"       |                 |
| 8.              | Astana-Premier Tech                | + 59' 29"       |                 |
| 9.              | AG2R Citroën Team                  | + 1t 00' 43"    |                 |
| 10.             | Cofidis                            | + 1t 05' 28"    |                 |

| Holdkonkurrence | Holdkonkurrence                    | Holdkonkurrence | Holdkonkurrence |
| Hold            | Hold                               | Tid             |                 |
| --------------- | ---------------------------------- | --------------- | --------------- |
| 1.              | Ineos Grenadiers                   | 192t 19' 54"    |                 |
| 2.              | UAE Team Emirates                  | + 3' 40"        |                 |
| 3.              | Bahrain Victorious                 | + 6' 48"        |                 |
| 4.              | Movistar Team                      | + 15' 41"       |                 |
| 5.              | Jumbo-Visma                        | + 17' 41"       |                 |
| 6.              | Trek-Segafredo                     | + 38' 58"       |                 |
| 7.              | Intermarché-Wanty-Gobert Matériaux | + 41' 09"       |                 |
| 8.              | Astana-Premier Tech                | + 59' 29"       |                 |
| 9.              | AG2R Citroën Team                  | + 1t 00' 43"    |                 |
| 10.             | Cofidis                            | + 1t 05' 28"    |                 |